# Tisrok
Tisrok (Engels: Tisroc) is de erfelijke titel van de koning van Calormen in De Kronieken van Narnia door C.S. Lewis. Hij komt voor in Het paard en de jongen en Het laatste gevecht.
Zijn paleis staat, samen met de tempel van Tash, op de hoogste heuvel van Tashbaan en heeft een tuin die zich uitstrekt tot aan de rivier.
Zijn naam wordt niet genoemd, hij wordt steeds aangeduid als “de Tisrok” met de verplichte toevoeging “Hij leve in eeuwigheid”. Dit komt overeen met de Islamitische gewoonte om steeds een heilwens toe te voegen aan de naam van een profeet of aartsvader (zie Sallallahu alaihi wa sallam). Alleen Brie waagt het de toevoeging weg te laten, “want ik wil niet dat hij eeuwig leeft, en zelfs als ik het wilde, dan leeft hij toch niet eeuwig”. 

## Het paard en de jongen
Hierin is hij een oude, dikke man. Hij is erg wreed, zo heeft hij een kok ter dood gebracht na een kleine indigestie. Als zijn zoon Rabadash het over de opvolging heeft, antwoordt de Tisrok dat dat in strijd is met Rabadash' wens dat hij eeuwig zal leven.

## Het laatste gevecht
Eeuwen later waait de standaard van de Tisrok nog even op het paleis Cair Paravel in Narnia, nadat Calormen Cair Paravel heeft veroverd.